# Untermaxfeld
Untermaxfeld ist ein Pfarrdorf und Ortsteil von Königsmoos im Landkreis Neuburg-Schrobenhausen, der zum Regierungsbezirk Oberbayern in Bayern gehört.

## Gemarkung
Zur Gemarkung Untermaxfeld gehören auch die Dörfer Obermaxfeld, Rosing und Stengelheim und die Einöde Zitzelsheim. Seit der Gebietsreform gehört auch das Dorf Obergrasheim (ehemals Gemeinde Berg im Gau) zu Untermaxfeld. Die ehemaligen Ortsteile Neuschwetzingen und Kochheim gehören heute zur Gemeinde Karlshuld.

## Geographie
Untermaxfeld ist ein Straßendorf und liegt mitten im Donaumoos.

Verkehrstechnisch liegt Untermaxfeld durch seinen Ortsteil Stengelheim an der nordwestlich-südöstlich verlaufenden Staatsstraße 2046, die von der Staatsstraße St 2035 bei Wagenhofen nahe Neuburg an der Donau nach Schrobenhausen führt. Südlich von Stengelheim und Untermaxfeld wird diese von der Staatsstraße 2049 von Pöttmes nach Ingolstadt gekreuzt.
Obermaxfeld wird von der Kreisstraße ND 13 durchquert, die von der Staatsstraße St 2035 bei Ehekirchen nach Neuburg an der Donau verläuft. Die Kreisstraße ND 14 aus Hörzhausen führt durch Obergrasheim und mündet bei Obermaxfeld in die ND 13.
Die Nachbarorte von Untermaxfeld und seinen Ortsteilen sind im Süden die Gemeinde Berg im Gau und Ludwigsmoos, im Westen der Ehekirchener Ortsteil Hollenbach und die Rohrenfelser Ortsteile Baiern, Rohrenfels und Neustetten, im Nordwesten, Norden und Nordosten die Neuburger Stadtteile Altmannstetten, Hardt, Fleischnershausen, Marienheim, Rödenhof und Zell und im Osten die Karlshulder Ortsteile Nazibühl, Karlshuld und Grasheim.

## Geschichte
Frühe Spuren deuten bereits auf eine Besiedelung der Gegend in der Mittelsteinzeit (Sanddünenfunde bei Obermaxfeld, Rosing und Stengelheim) und Jungsteinzeit (Steinbeile, -hämmer und Pfeilspitzen, bei Untermaxfeld ein Bronzebeil) hin.

In den Jahren 1800 bis 1802 wanderten viele Familien aus den kurpfälzischen Gebieten links und rechts des Rheins aus und wurden von der bayerischen Regierung im Donaumoos angesiedelt. Zuerst wurden in Stengelheim linksrheinische Reformierte angesiedelt, dann entlang der Donaumoos-Ach linksrheinische Katholiken und zuletzt rechtsrheinische Leute. Diese Kolonie wurde nach dem ersten bayerischen König Maximilian I. Joseph Maxfeld genannt, später Untermaxfeld, nachdem 1803 nördlich davon Obermaxfeld entstanden war. 1805 gab es in Untermaxfeld 31 Familien (184 Einwohner) und in Obermaxfeld 21 Familien (135 Einwohner).

Stengelheim wurde als älteste Ansiedlung bereits 1795 durch Adrian von Riedl besiedelt, der auf Antrag auch die niedere Gerichtsbarkeit erhielt. Die Ortschaft wurde nach Stephan Freiherrn von Stengel benannt, einem wesentlichen Förderer der Donaumooskultur.

Rosing wurde 1795 gegründet. Die Siedlung wurde entlang des Zeller Kanals angelegt.

Zitzelsheim wurde 1808 gegründet und ist nach dem Siedler Michael Zitzelsberger benannt.

Obergrasheim gehörte ursprünglich zu Berg im Gau und ist wie auch Grasheim (ursprünglich Untergrasheim) nach dem Donaumoos-Aufseher Graßmeier benannt.
1804 wurde mit der evangelischen Pfarrei Untermaxfeld die erste offizielle evangelische Pfarrei in Altbayern eingeweiht, das Pfarrhaus wurde jedoch erst 1812 erbaut, die Kirche 1828.

Die katholische Pfarrei Sankt Josef in Untermaxfeld gehört zum Dekanat Neuburg-Schrobenhausen im Bistum Augsburg und wurde 1866 errichtet, die Kirche 1868 erbaut und 1988 durch einen Neubau ersetzt. Rosing und Zitzelsheim gehören zur Pfarrei Sankt Luzia in Zell.
Bis zum 1. Juli 1972 gehörte die selbstständige Gemeinde Untermaxfeld zum schwäbischen Landkreis Neuburg an der Donau und fiel dann mit der Gebietsreform in Bayern an den vergrößerten nunmehr oberbayerischen Landkreis Neuburg an der Donau, der am 1. Mai 1973 den Namen Landkreis Neuburg-Schrobenhausen erhielt. Am 1. Januar 1975 erfolgte der Zusammenschluss der drei Moosgemeinden Klingsmoos, Ludwigsmoos und Untermaxfeld zu Königsmoos.

## Sehenswürdigkeiten
- Pfarrkirche Sankt Josef, nach Plänen des Augsburger Architekten Hans Engel[3] 1985/88 im Typus einer dreischiffigen Basilika und hochragendem Campanile errichtet. Der Vorgängerbau von 1868 wurde wegen statischer Probleme 1984 abgebrochen, die historische Ausstattung wurde in den Neubau übernommen.